# Furio
Furio ist ein italienischer männlicher Vorname.

## Namensträger
- Furio Angiolella (* 19**), italienischer Fernsehregisseur
- Furio Di Castri (* 1955), italienischer Jazz-Bassist
- Furio Fusi (* 1947), ehemaliger italienischer Sprinter
- Furio Jesi (1941–1980), italienischer Germanist, Mythenforscher und Autor
- Furio Lauri (1918–2002), italienischer Jagdflieger im Zweiten Weltkrieg und Flugzeugbauer
- Furio Meniconi (1924–1981), italienischer Schauspieler
- Furio Scarpelli (1919–2010), italienischer Drehbuchautor